# Gusztáv csal
A Gusztáv csal a Gusztáv című rajzfilmsorozat negyedik évadjának második része.

## Rövid tartalom
Gusztáv még sportszerűtlenség árán is meg akarja nyerni a kerékpárversenyt. Egy méhraj hozzásegíti ehhez, de a győzelem nevetségességbe fullad.

## Alkotók
- Rendezte: Jankovics Marcell, Nepp József, Zsilli Mária
- Írta: Jankovics Marcell, Nepp József
- Dramaturg: Lehel Judit
- Zenéjét szerezte: Deák Tamás
- Operatőr: Neményi Mária
- Kamera: Székely Ida
- Hangmérnök: Bársony Péter
- Vágó: Czipauer János
- Tervezte: Zsilli Mária
- Háttér: Herpai Zoltán
- Képterv: Kovács István
- Rajzolta: Palkó József, Udvarnoki József
- Színes technika: Kun Irén
- Gyártásvezető: Doroghy Judit
- Produkciós vezető: Imre István

A Magyar Televízió megbízásából a Pannónia Filmstúdió készítette.